# قطار الفيل
قطار الفيل (باليابانية: 象列車، بالروماجي: Zō Ressha) ويعرف أيضا باسم "لقد وصل قطار الفيل " (باليابانية: ぞう列車がやってきた، بالروماجي: Zō ressha ga yattekita) (بالإنجليزية: The Elephant Train Has Arrived)‏ هو فيلم أنمي ياباني مقتبس من رواية، وإنتاج استوديو موشي برودكشن عرض في 4 يوليو عام 1992، وبلغت مدتة 117 دقيقة. تم دبلجة الفيلم إلى العربية من قبل استوديوهات المركز العربي وعرض على عدة قنوات عربية.

## القصة
تدور أحداث القصة في حديقة حيوانات أوينو هيغاشياما في ناغويا. عن الفيلان الوحيدان في اليابان اللذان بقيا على قيد الحياة بعد الحرب العالمية الثانية في عام 1945.

## الأداء الصوتي
| الشخصية    | الأداء الصوتي   |
| ---------- | --------------- |
| نوبو       | كوميكو نيشيهارا |
| والدة نوبو | ماساكو نوزا     |
| والد نوبو  | ماساو إيمانيشي  |